# Francisca Duarte
Pour les articles homonymes, voir Duarte.
Francisca Duarte est une chanteuse judéo-flamande, également connue sous le surnom de « rossignol français », née à Anvers (?) en 1595 et décédée à Alkmaar (?) en 1640.

## Biographie

### Ascendance et enfance
La fille de Diego Duarte (1545 ? – 1628), banquier, joaillier et mécène, et de Leonora Rodrigues Duarte (1565 ? – 1632 ?). Francisca Duarte se maria avec Francisco Ferdinand du Pas (1586 – 1646) en 1613. Ils eurent deux enfants.
Francisca Duarte est probablement née vers 1595 comme deuxième enfant du couple Duarte-Rodrigues. Les Duarte étaient des juifs séfarades, originaires du Portugal, forcés de se convertir au catholicisme à leur arrivée à Anvers, vraisemblablement vers 1570. Ils auraient été très riches et ils se firent connaître en tant qu’amateurs passionnés de l'art et de la musique. En 1613, l'année de son mariage avec Du Pas, Francisca Duarte quitta Anvers pour s'installer à Alkmaar. Il est possible que, là, loin des Pays-Bas aussi espagnols que catholiques, elle ait retrouvé sa foi d'origine. C'est là aussi qu'elle rencontrera la poétesse Maria Tesselschade Roemers, plus précisément en 1623, année où la fille de Roemer Visscher se maria et s'installa, elle aussi, à Alkmaar. Entre les deux femmes s'établira par la suite une amitié profonde.

### Le cercle de Muiden

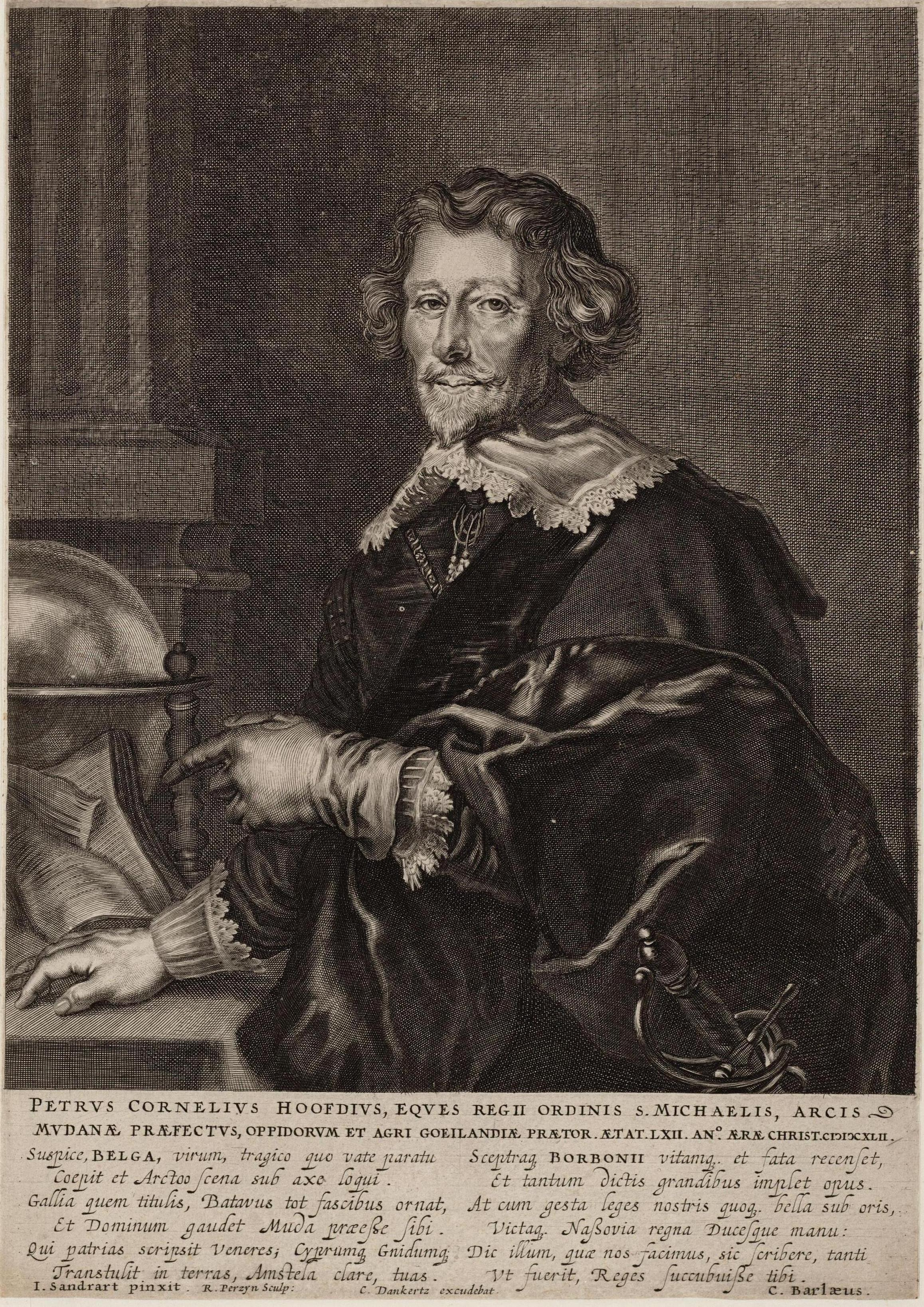
Portrait de P.C. Hooft, d'après le peintre Joachim von Sandrart, de 1642.

C'est aussi par l'intermédiaire de Tesselschade que Duarte entra en contact avec le châtelain du château de Muiden, Pieter Corneliszoon Hooft, et avec Caspar Barlæus et d'autres talents littéraires et musicaux de cette époque. Les premières sources attestant un type de réunions qui ont permis de parler d'un cercle d'amis, artistique et littéraire, au château de Muiden, datent de 1633. Il s'agit d'invitations à l'adresse de Francisca Duarte, de Tesselschade, de Daniel Mostart, de Jacob van der Burgh, de Johan Brosterhuysen et d'autres,. Il est donc peu étonnant qu'au XIXe siècle, Francisca Duarte ait été considérée comme un « membre » permanent du soi-disant cercle de Muiden et que l'on ait cru qu'elle y eut de nombreuses rencontres avec les « grands esprits » des Provinces-Unies.
Depuis, ce mythe a perdu beaucoup de sa crédibilité, mais la correspondance entre Hooft et ses amis indique bien que le talent des Duarte a dû être considérable. Dans un de ses poèmes, Barlaeus décrit Francisca et Tesselschade comme « quae canitis, quales non cecinere Deae », c'est-à-dire « celles qui chantent de façon inégalée par des déesses » (cité de Worp, p. 144). Dans un autre ouvrage, le poète décrit comment un Jupiter martial, tout en soupirant, dépose bâton et foudre après avoir écouté les voix des Duarte. Hooft, lui aussi, appréciait sans doute son immense talent vocal. Il tenta plusieurs fois d'attirer ses amis à son château à Muiden en annonçant que Duarte y chanterait, accompagnée de Tesselschade. Voulant impressionner le stathouder Frédéric-Henri d'Orange-Nassau lors de sa visite à Muiden en septembre 1630, Hooft fit appel au talent de Duarte ; tant fut grande sa confiance dans ses qualités musicales. À son grand regret, le gouverneur renonça à sa visite à la dernière minute. Aussi grande fut sa déception lorsque Daniel Mostart fit appel à Samuel Coster pour la réception festive offerte à Marie de Médicis en 1638. Coster voulait accueillir la reine de France par une production théâtrale, mais Hooft était convaincu qu'une pièce musicale ferait plus d'impression sur la reine. Il écrivit alors une lettre à Barlaeus, datée du 22 août 1638, pour lui demander de convaincre Mostart et Coster d'envisager un spectacle musical auquel figurerait aussi Duarte. Si la reine entend chanter Duarte et Tesselschade, prétendait-il, elle pensera certainement « que l'Italie l'avait traitée en Hollande » (cité de Tricht, p.  75-76). En d'autres mots, Hooft croyait que le niveau de ces deux chanteuses était tout aussi extraordinaire que le chant italien que la reine avait l'habitude d'entendre. On ignore si Coster accéda à la prière de Hooft.

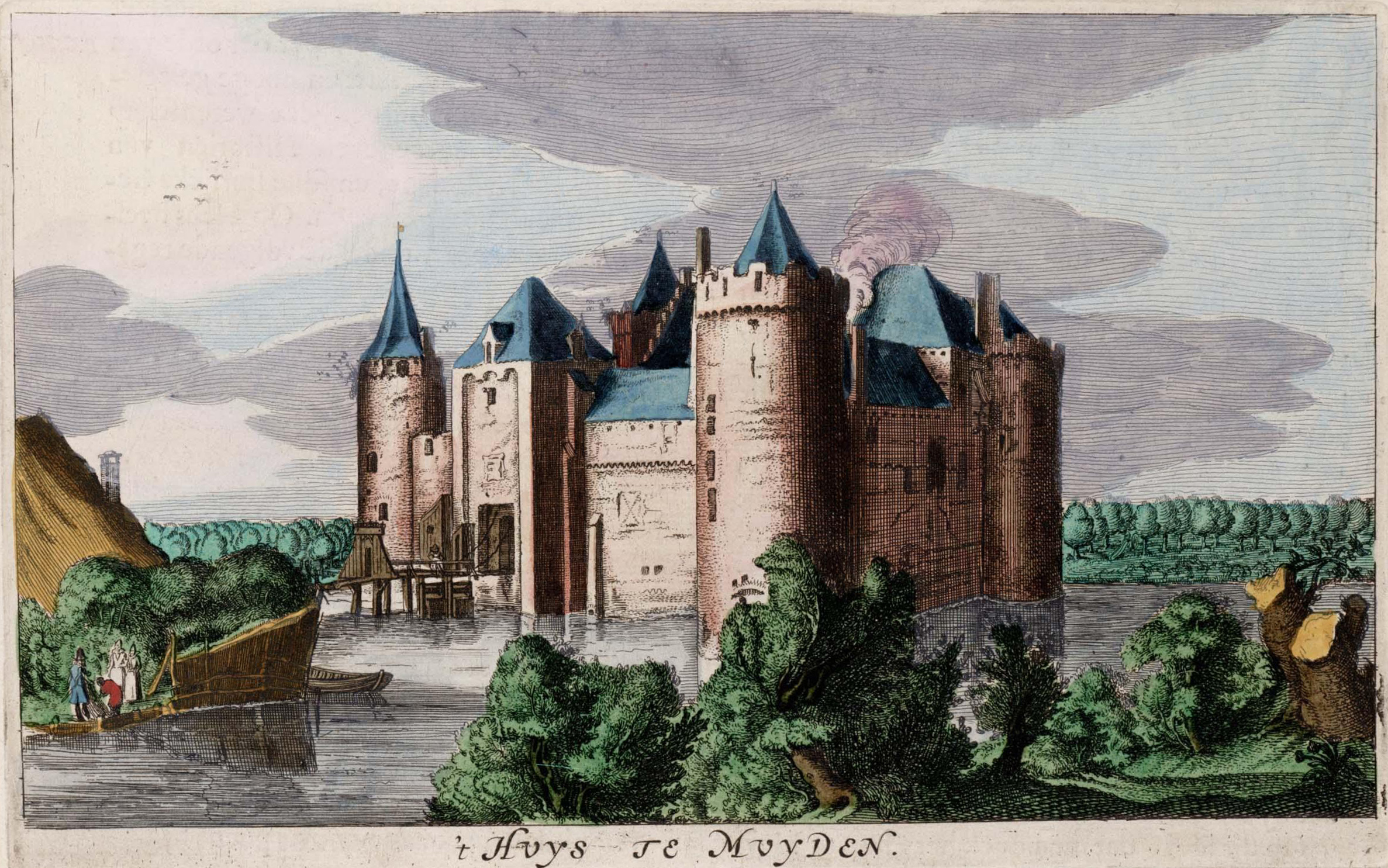
’t Huys te Muyden, le château fort de Muiden en 1649, gravure de l'Atlas Van Loon.

Tout aussi peu connu est le répertoire de Duarte. Une référence unique en donne une lettre de 1633 dans laquelle Hooft promet à Constantin Huygens de partir pour le château de Muiden, « où le seigneur drossart a convoqué l'art afin d'amputer une jambe au diable par le chant et par la rime, je crains ; les mesdemoiselles Tesselschade et Francisca sont déjà là, et chantent allègrement "Aen gheen groen heijde" ». Il s'agit là d'une vieille chanson populaire. Il se peut que Duarte et Tesselschade, à part de telles chansons néerlandaises, en aient également chanté des françaises et italiennes, pour lesquelles Hooft avait après tout un faible. En outre, le grand écrivain mentionne dans ses lettres à Tesselschade une ligne de la chanson italienne Phillide mia belta du célèbre compositeur Caccini. Elle avait donc connu cette chanson. Hooft, lui-même, écrivait aussi des chansons sur des airs actuels. Il est fort probable que Duarte et Tesselschade connurent ces chansons. Une indication en donne une lettre de 1636 de Hooft à Tesselschade, dans laquelle il cite sa chanson néerlandaise Rozemondt, hoor je speelen nocht zingen, qu'il écrivit en 1621.

### Les talents musicaux des Duarte

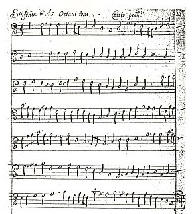
Page d'un manuscrit qui contient sept Sinfonias de Leonora Duarte. L'entête est de la main de son père Gaspar, qui était le frère de Francisca.

Elle était loin d'être l'unique talent musical qu'avait engendré la dynastie des Duarte. Son frère Gaspar (1584 – 1653), après avoir lui-même reçu des cours de musique dans sa jeunesse, offrit à son tour une vaste culture musicale à ses enfants, ou du moins à certains d'entre eux. Le résultat aurait été si convaincant, que la demeure des Duarte à Anvers, aussi appelée le Parnasse anversois, devint fréquentée, à partir de la seconde moitié du XVIIe siècle, par les amateurs d'art attirés par sa réputation musicale. Francisca Duarte (1619–1678), troisième fille de Gaspar et homonyme de la sœur de ce dernier, reçut davantage d’éloges. Que Francisca Duarte avait une nièce qui portait le même prénom et qui était, elle aussi, dotée d'un talent musical exceptionnel prêta jadis - et à plusieurs reprises - à la confusion. À tort, plusieurs auteurs et écrivains ont cru que Francisca Duarte était ce « Fransche Nachtegael » (rossignol français) que mentionne Constantin Huygens dans son journal. Or, Huygens écrivit sur cette nièce, elle-même la sœur de Leonora, une compositrice douée qui écrivait des pièces pour viole de gambe. En 1977, H.W. van Tricht devint le premier à remarquer cette erreur dans son édition de la correspondance de Hooft.
On ne sait pas où et quand Francisca Duarte est décédée. Peut-être fut-ce vers 1640 à Alkmaar.